# بوق سگ
بوق سگ از اصطلاح‌های بازاری می‌باشد و منظور از استفاده آن، تا دیر وقت کار کردن می‌باشد. به عنوان نمونه گفته می‌شود: «تا بوق سگ کار می‌کنم» یا «بچه که نباید تا بوق سگ بیرون از خونه باشه که» در این جمله‌ها بوق سگ دلالت بر مفهوم دیر وقتی و زمان دیر بوق سگ می گویند

## تاریخچه
پاسداری از بازارها در قدیم کاری با اهمیت و درخور توجه بود. نگهبانان بازار در گذشته از ابتدای شب (دم اذان مغرب) تا هنگامه صبح (بعد از اذان صبح) موظف به نگهبانی از بازار بوده و دائم در طول بازار در حال گشت زنی بودند. اما از آنجا که بازار بسیار بزرگ و امکان بازبینی همه جای آن ممکن نبود، نگهبانان، سگ‌هایی درنده و گیرنده داشتند که به «سگ بازاری» موسوم بودند. این سگان غیر از مربی خود هر جنبده‌ای را مورد حمله قرار داده و پاچه می‌گرفتند. از این رو با نزدیک شدن وقت غروب و بسته شدن درب‌های بازار و طبیعتاً ول شدن سگ‌های بازاری، نگهبانان در بوقی بزرگ که از شاخ قوچ درست می‌شد و صدایی بلند و گسترده داشت می‌دمیدند که یعنی در حال باز کردن سگان و رها کردنشان در بازار هستیم. به این بوق که ۳ بار با فاصله زمانی مشخصی نواخته می‌شود «بوق سگ» می‌گفتند. افراد با شنیدن بوق سگ از بازار خارج می‌شدند. امروزه هرگاه فردی تا دیروقت به کار مشغول باشد یا دیر به خانه برگردد می‌گویند تا بوق سگ کار کرده یا خارج از خانه بوده است.